# Étouvy
Étouvy és un municipi delegat francès, situat al departament de Calvados i a la regió de Normandia. El 2016 va integrar el municipi nou de Souleuvre en Bocage. L'any 2007 tenia 300 habitants.

## Demografia

### Població
El 2007 la població de fet d'Étouvy era de 300 persones. Hi havia 108 famílies de les quals 16 eren unipersonals (8 homes vivint sols i 8 dones vivint soles), 40 parelles sense fills i 52 parelles amb fills.
La població ha evolucionat segons el següent gràfic:
Habitants censats

### Habitatges
El 2007 hi havia 117 habitatges, 110 eren l'habitatge principal de la família, 3 eren segones residències i 4 estaven desocupats. 116 eren cases i 1 era un apartament. Dels 110 habitatges principals, 91 estaven ocupats pels seus propietaris i 19 estaven llogats i ocupats pels llogaters; 1 tenia dues cambres, 11 en tenien tres, 26 en tenien quatre i 72 en tenien cinc o més. 89 habitatges disposaven pel capbaix d'una plaça de pàrquing. A 33 habitatges hi havia un automòbil i a 75 n'hi havia dos o més.

### Piràmide de població
La piràmide de població per edats i sexe el 2009 era:
| Homes | Edats   | Dones |
| ----- | ------- | ----- |
| 0     | 95 o +  | 0     |
| 0     | 90 a 94 | 0     |
| 0     | 85 a 89 | 4     |
| 4     | 80 a 84 | 4     |
| 0     | 75 a 79 | 8     |
| 8     | 70 a 74 | 0     |
| 4     | 65 a 69 | 0     |
| 4     | 60 a 64 | 12    |
| 0     | 55 a 59 | 4     |
| 12    | 50 a 54 | 8     |
| 16    | 45 a 49 | 16    |
| 12    | 40 a 44 | 20    |
| 20    | 35 a 39 | 8     |
| 0     | 30 a 34 | 8     |
| 8     | 25 a 29 | 8     |
| 8     | 20 a 24 | 4     |
| 4     | 15 a 19 | 20    |
| 4     | 10 a 14 | 8     |
| 4     | 5 a 9   | 20    |
| 12    | 0 a 4   | 12    |

## Economia
El 2007 la població en edat de treballar era de 198 persones, 162 eren actives i 36 eren inactives. De les 162 persones actives 157 estaven ocupades (82 homes i 75 dones) i 5 estaven aturades (1 home i 4 dones). De les 36 persones inactives 21 estaven jubilades, 13 estaven estudiant i 2 estaven classificades com a «altres inactius».

### Ingressos
El 2009 a Étouvy hi havia 112 unitats fiscals que integraven 303 persones, la mediana anual d'ingressos fiscals per persona era de 18.586 €.

### Activitats econòmiques
Dels 11 establiments que hi havia el 2007, 1 era d'una empresa alimentària, 1 d'una empresa de fabricació d'altres productes industrials, 5 d'empreses de construcció, 2 d'empreses de comerç i reparació d'automòbils, 1 d'una empresa financera i 1 d'una empresa classificada com a «altres activitats de serveis».
Dels 4 establiments de servei als particulars que hi havia el 2009, 1 era un taller de reparació d'automòbils i de material agrícola, 2 fusteries i 1 empresa de construcció.
L'any 2000 a Étouvy hi havia 6 explotacions agrícoles que ocupaven un total de 183 hectàrees.

## Poblacions properes
El següent diagrama mostra les poblacions més properes.